# طمطم هندی
 محمد هندی معروف به طمطم هندی از جمله بزرگترین مرتاض و جن‌گیر های هند است که در اوایل دوره اسلامی از شبه قاره هند مهاجرت کرد و وارد حوزه تمدن اسلامی شد. دوستان او به او طمطم می گفتند و او طمطم معروف شد.طمطم از جمله دانشمندان و منجمان هندی است که آثار او تا پیش از جابر بن حیان رواج داشته است. از زندگی او اطلاعات مشخصی در دست نیست ولی طبق گزارش ابن خلدون مدت‌ها پیش از جابر بن حیان  زندگی می‌کرده است.

## آثار
اعمال الکواکب السبعه
این کتاب از جمله کتاب‌های معتبر در علوم خفیه است.
ابن خلدون این کتاب را از جمله کتب در زمینه اسرار حروف آورده است.
طلسمات طمطم هندی
از مشهورترین، قدیمی‌ترین و پرخوان‌ترین کتب علوم غریبه می‌باشد.